# Énergie en Mongolie

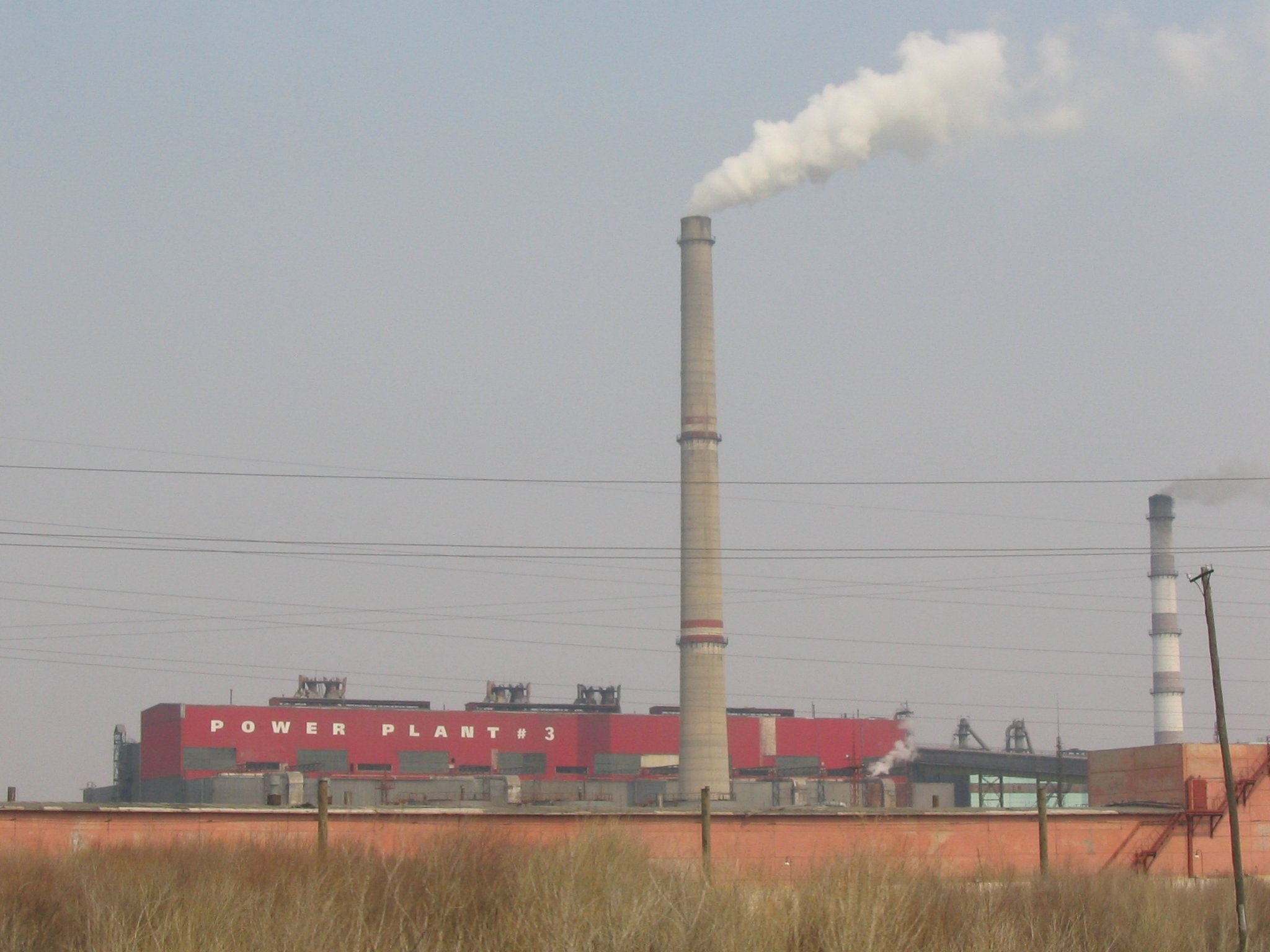
Centrale électrique près d'Ulan Bator

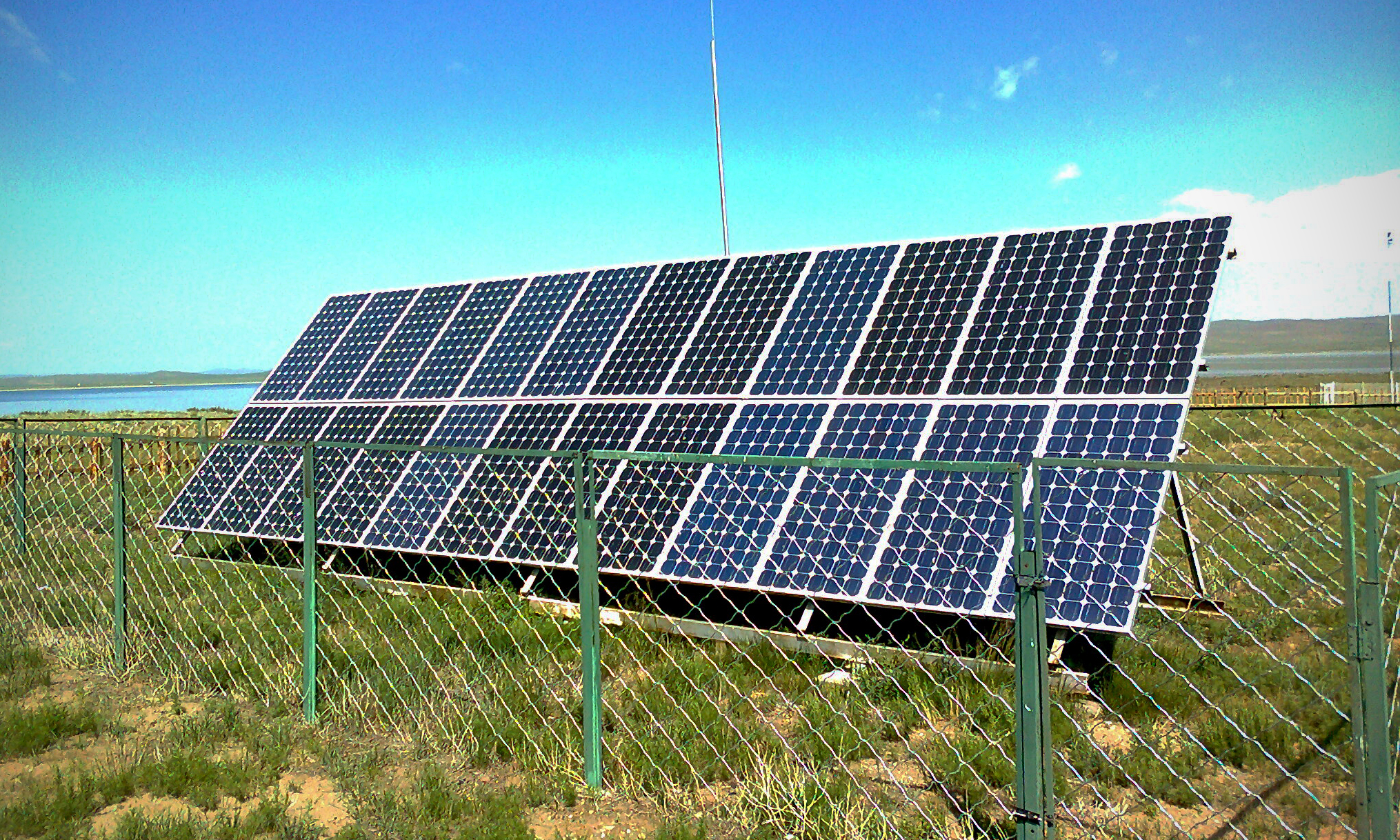
Panneaux solaires dans la province d'Arkhangai.

L'énergie en Mongolie, pays peuplé d'environ 3,2 millions d'habitants et d'un PIB d'environ 12 milliards de dollars, est largement dominée par le charbon et le pétrole.
La consommation d'énergie primaire en Mongolie, d'environ 5 millions de tonnes équivalents pétrole en 2017, a été multipliée par deux depuis 2002. Le charbon pèse pour 70 % dans le mix énergétique, suivi par le pétrole (26 %) et la biomasse non-renouvelable (3 %). Cette consommation élevée au regard du nombre d’habitants, et fortement carbonée s'explique par un climat particulièrement rude, les températures pouvant descendre jusqu'à -30 °C à Oulan-Bator, considérée comme la « capitale la plus froide du monde ». 
Depuis la fin des années 2000, dans un contexte de forte croissance économique, la Mongolie commence à s'équiper en infrastructures énergétiques renouvelables  grâce à des investissements étrangers privés, avec pour objectif d’accroître leur part à 20 % dans le mix énergétique. 

## Mix énergétique

### Consommation d'énergie primaire en Mongolie
| Années            | 1997 | 2002 | 2007 | 2012 | 2017 |
| Charbon           | 1753 | 1930 | 2592 | 3127 | 3518 |
| Pétrole           | 359  | 474  | 782  | 1184 | 1297 |
| Biofuel           | 86   | 168  | 179  | 143  | 143  |
| Hydro-électricité | 0    | 0    | 0    | 4    | 5    |
| Vents et Solaire  | 0    | 0    | 0    | 1    | 29   |
| Total (Ktep)      | 2198 | 2572 | 3553 | 4459 | 4992 |

Source : Agence Internationale de l'Énergie
La consommation d'énergie primaire en Mongolie a été multipliée par deux entre 2002 et 2017.

### Production d'électricité en Mongolie
En 2017, la production d'électricité était d'environ 6000 GWh, dont près de 90 % était à base de pétrole. Les centrales thermiques TES-3 et TES-4 situées à Oulan-Bator sont les principales unités de production d'électricité du pays.

## Développements du potentiel énergétique du pays

### Exploitation du secteur minier et pétrolier
La principale ressource minière de la Mongolie est le charbon, largement exporté vers la Chine. La Mongolie abrite aussi d'importantes réserves d'uranium, la 15ème au monde, exploitée par les compagnies Orano (ex-Areva) et Mitsubishi Corporation,. En mai 2023, le Président français Emmanuel Macron se rend à Oulan-Bator où il rencontre son homologue, le président mongole Ukhnaagiin Khürelsükh. Selon l'Élysée, cette visite s'inscrit dans le cadre d'une « stratégie de diversification des approvisionnements européens afin de garantir notre souveraineté énergétique », faisant allusion au potentiel de la Mongolie en tant que fournisseur d'uranium.
La Mongolie est aussi un petit producteur de pétrole, dont la production était d'environ 3,64 millions de barils par an en 2013, et un exportateur de charbon vers la Chine.

### Développement des énergies renouvelables
La Mongolie a mis son premier barrage hydraulique en fonctionnement en 2008, dans la province de Taishir (en). La construction d'un barrage supplémentaire sur la rivière Selenga dans le nord de la Mongolie a été proposée avec un financement de la Banque mondiale en 2013, mais les conséquences écologiques d'un tel projet pourraient être un point bloquant.
D'autres sources d'énergies renouvelables commencent à être exploitées depuis le début des années 2010.
La ferme éolienne de Salkhit à 70 km de la capitale Oulan-Bator, équipée de 31 turbines d'une puissance totale installée de 50 mégawatts est opérationnelle depuis 2013. Les fermes éoliennes de Tsetsii et de Sainshand Salkhin Park (dans le désert de Gobi), équipées de 25 turbines chacune pour une puissance allant de 50 à 55 MW, ont été achevées en 2017 et 2018,. Le parc éolien de Sainshand a été financé par le groupe énergétique français Engie, via sa filiale Tractebel, en concertation avec la Banque européenne pour la reconstruction et le développement.
A l'instar d'autres pays d'Asie en développement comme le Cambodge, la Mongolie produit un peu d'électricité à base d'énergie photovoltaïque de manière décentralisée, grâce à des dispositifs solaires domestiques. Plus de 100.000 de ces dispositifs ont été distribués à des familles, notamment nomades, dans le cadre du « Programme national d’électrification solaire » lancé par le gouvernement de Mongolie et la Banque mondiale en 2000,.